# Svetište (pjesma BrudBBB-a)
''Svetište'' je pjesma i singl zagrebačkog glazbenog projekta i benda BrudBBB, objavljena 18. prosinca 2017. na izdavačkoj kući Fantom Studio Production. Svetište je prvi i jedini singl s bendova albuma prvijenca Sektor nejebica.

## Pozadina
Ljeto 2017. Brud provodi radno u SAD-u, pripremavši se za dovršavanje EP-ja na jesen. U listopadu 2017. Brud i Fantom nalaze se u Fantom Studiju, gdje nakon razgovora odlučuju napisati i snimiti još pjesama, čime bi Sektor nejebica na kraju postao njihov prvi cijeloviti studijski album, a ne EP kako su originalno planirali. Nastaju pjesme Begsalica (Funky Devil Blues), Svetište, Oda (ne)mogućnosti i Form 27B-6 u kojima se dohvaćaju mješovitih socijalnih tema, depresije, nostalgije ali i daju svoje prve politički nastrojene komentare. Nakon objavljivanja albuma, bend odlučuje da će Svetište biti vodeći singl. Pjesma govori o mladenačkim danima benda, spominjući imena njihovih prijatelja, poznanika i važnih lokacija. U istom razdoblju Fantom piše brzu punk rock pjesmu Abeceda, koju bend objavljuje kao pripadajuću B stranu singla.

## Stil i uzori
Svetište je punk rock pjesma s elementima popa. U središnjem djelu pjesma se smiruje i donosi jazz i swing elemente, da bi se na kraju ponovno vratila u prvotni punk rock. B strana Abeceda je punk rock pjesma koja se žanrovski oslanja na punk verziju Lažnog prijatelja koju je bend izdao na istoimenom EP-ju tri godine ranije. 
Iako bend nije precizirao glazbene uzore na ovim pjesmama, naziru se utjecaji hrvatskog novog vala, Ramonesa i grupe NOFX.

## Track listing
| 1.    | »Svetište«                                    | 5:13 |
| 2.    | »Abeceda«                                     | 1:55 |
| 3.    | »Nimanove kronike #1 (Karanje Bibe u Skopju)« | 3:46 |
| 10:14 |                                               |      |

## Produkcija
- Glazba: Brud (track 1), Fantom (track 1,2)
- Tekst: Brud (track 1), Fantom (track 1,2)
- Produkcija: Fantom
- Miksanje i master: Fantom
- Snimljeno: Laboratorij (Fantom Studio)

## Vanjske poveznice
- Bandcamp Službena Bandcamp stranica BrudBBB-a
- Lyrics.com
- YouTube